# Torri in Sabina
Torri in Sabina är en ort och kommun i provinsen Rieti i regionen Lazio i Italien. Kommunen hade 1 225 invånare (2018).